# Euphonium
Euphoniummen er det dybeste instrument blandt saxhornene, og det er et udpræget solistisk instrument for tenorstemmer. 
En euphonium har en meget blød lyd, og selvom det er stemt i Bb ligesom barytonhornet, så kan dette større horn spille bedre i de dybe toner. Derved overlapper euphoniummen en del af tubaernes tonale spændvidde, og når euphoniummen ikke spiller solostemme, supplerer den ofte tubastemmerne. I modsætning til de lysere instrumenters tre ventiler har en euphonium typisk fire ventiler. Det er for at kompensere for en skævhed i de dybere toner, som bliver tydelig i store horn. Der er ofte kun en euphonium (højst to) i et brass band.